# La Barre-de-Monts
La Barre-de-Monts je francouzská obec v departementu Vendée v Pays de la Loire.